# Соколівка (Кам'янець-Подільський район)
Соколі́вка — старообрядське село в Україні, в Новоушицькому районі Хмельницької області.

## Географія
У селі бере початок річка Кривий, ліва притока Дністра.

## Символіка

### Герб
Щит горизонтально поділений на дві частини. У верхній частині зображено жовте сонце, що сходить на лазуровому фоні, його промені прямі та хвилясті – це символізує відродження та достаток. У нижній частині на зеленому фоні злітає срібний сокіл, символ назви села (герб є промовистим).

### Прапор
Прямокутне полотнище складається з трьох частин. Верхня половина прапора синього кольору, середня – жовтого кольору, нижня – зеленого кольору. У правій верхні частині зображено срібний сокіл, як символ назви села.

## Історія
Село Соколівка ймовірно засноване старообрядцями-пилипонами.
З 24 серпня 1991 року село в складі незалежної України.
До адміністративної реформи 19 липня 2020 року село належало до Новоушицького району, після його ліквідації село увійшло до складу Кам'янець-Подільського району.

## Населення
Населення села становила 33 особи 2009 року.